# Tony Barbieri
Anthony J. "Tony" Barbieri (26. kolovoza 1963.), američki glumac i bivši glazbenik.

## Vanjske poveznice
- Tony Barbieri u internetskoj bazi filmova IMDb-u (engl.)